# Comuna de Konopnica
Konopnica (polaco: Gmina Konopnica) é uma gminy (comuna) na Polónia, na voivodia de Lodz e no condado de Wieluński. A sede do condado é a cidade de Konopnica.
De acordo com os censos de 2004, a comuna tem 3957 habitantes, com uma densidade 47,6 hab/km².

## Área
Estende-se por uma área de 83,06 km², incluindo:
- área agricola: 66%
- área florestal: 25%

## Demografia
Dados de 30 de Junho 2004:
|                      | Total   | Total | Mulheres | Mulheres | Homens  | Homens |
| -------------------- | ------- | ----- | -------- | -------- | ------- | ------ |
|                      | pessoas | %     | pessoas  | %        | pessoas | %      |
| População            | 3957    | 100   | 1998     | 50,5     | 1959    | 49,5   |
| Densidade (pop./km²) | 47,6    | 100   | 24,1     | 24,1     | 23,6    | 23,6   |

De acordo com dados de 2002, o rendimento médio per capita ascendia a 1149,68 zł.

## Subdivisões
- Anielin, Bębnów, Głuchów, Kamyk, Konopnica, Mała Wieś, Piaski, Rychłocice, Sabinów, Strobin, Szynkielów, Wrońsko.

## Comunas vizinhas
- Burzenin, Osjaków, Ostrówek, Rusiec, Widawa, Złoczew